# Fekete János (kamarás)
Gróf galántai Fekete János németül Johann Fekete de Galantha (Csabrendek, 1741. november 10. – Fót, 1803. július 21.) császári és királyi kamarás, vezérőrnagy, költő.

## Élete

### Gyermekkora
1741. november 10-én született Csabrendeken, ahol még aznap meg is keresztelték János Antal Márton néven (János és Márton a család gazdagságát dicsőítő nevek). Grófi családból született, apja az ország bírája Fekete György, édesanyja a nemes Niczky György egyetlen lánya, Niczky Anna. Gyermekkorát a Niczky-hozományba kapott csabrendeki kastélyban töltötte, mely nyugodt és csendes környezetet biztosított számára.
13 éves koráig otthon tanult, és Beniczky Péter, Faludi Ferenc, Gyöngyösi István műveit olvasta. Beniczky Péter Szabadságról szóló versét le is fordította francia nyelvre. Egy másik nagy kedvence Zrínyi Miklós volt, azonban a magyar poézisen kívül latin, francia és német írók műveit is szívesen olvasta. Apja a jogtudományok felé szerette volna terelni, ezért tantervéből mellőzte mind a poézist, mind pedig az olyan nagy költőket, mint Ovidius, Horatius és Vergilius.

### Tanulmányai
1754. november 1-jén a bécsi akadémia hallgatója lett, ahol a diákok szórakozásra is lehetőséget kaptak (pl. vívás, iskolai dráma). Jó kapcsolata volt mind tanáraival, mind pedig tanulótársaival, akiket többször is idézett verseiben. Kitűnő tanuló volt, akinek iskolai tekintélyét előmozdította apja befolyása, sikerei, valamint az udvarnál elért kedveltsége. Tehetségének híre az udvarban is elterjedt, ezért Mária Terézia aranylánccal jutalmazta. Miután 18 évesen befejezte tanulmányait, apja és nagyapja akarata ellenére továbbra is Bécsben tartózkodott. Itt bohém természete miatt minden társadalmi osztályban megfordult, és főképp a nők társaságát kereste. Legtöbb idejét mégis az udvarban töltötte, ahová a mulatságok, kártyázások és szép nők, lányok vonzották. Franciás gondolkodásának köszönhetően könnyen beilleszkedett az udvarba, és Mária Terézia királynő, valamint I. Ferenc császár is megkedvelték.

### Házassága
Bécsben megismerte Esterházy Jozefa grófnőt, akit 1765-ben feleségül is vett. Házasságuk azonban  csak érdekházasság volt, így boldogtalan lett közös életük. Egy fiuk született 1767. november 7-én.

### Levelezései, barátságai
Voltaire iránti lelkesedéséről fia születése évében tett bizonyságot, első neki címzett levelével. Barátságuk 1769-ig tartott. Ez idő alatt 7-7 levelet küldtek egymásnak. Fekete János, levelei mellett, több alkalommal is küldött 100 üveg tokajit, valamint Voltaire őszinte véleményét kérte verseiről. A nagy franciával kötött barátságára élete végéig büszke volt, és ezt hangoztatta is kortársai között.
Többek között Orczy Lőrinccel, Péczeli Józseffel, Pálóczi Horváth Ádámmal, Mátyási Józseffel, Barcsay Ábrahámmal, Gvadányi Józseffel, valamint Aranka Györggyel is levelezett.
Amikor Budán 1792. június 6-án Ferenc király koronázásán mint tábornok jelen volt, a királynéval olaszul beszélt, mint Kazinczy Ferenc írja. Elmés, eleven és lelkes ember, valamint igen művelt volt. Amikor Mes Rapsodies című, franciául írt két kötet versét két hordó tokaji borral elküldte Voltaire-nek, aki köszönő válaszában megjegyezte, hogy a bora jobb, mint a versei.
Szeretett a magyar irodalomról beszélgetni. Amikor Balatonfüreden, ahol gyakran megfordult, Kis Jánossal találkozott, elkérte Kistől Christoph Martin Wieland Musarionjának fordítását, és az egész munkát a rímek megváltoztatásával küldte hozzá vissza; a változtatás abban állt, hogy a magánhangzókra végződő kettős rímekre felváltva mindenütt mássalhangzókkal végződőket helyezett; ezzel a francia és más nyelvű nőrímeket akarta utánozni, amit azonban Kis nem fogadott el. Utolsó éveit nyugalomban töltötte Pesten, illetve fóti birtokán. Fiával, gróf Fekete Ferenc császári és királyi kamarással 1835-ben a család grófi ága kihalt.

#### Somlói szőlőbirtokos
Az 1978-ban Somló (Veszprém m.) szőlőhegyéről készült mezőgazdasági térkép szerint egy 9623 négyszögöles (úgy 3,5 hektár) szőlőbirtok tulajdonosa volt.

### Munkássága
Rossz házassága miatt a katonai életbe menekült, amelynek során óriási költségekbe bocsátkozott, amelyek törlesztését fizetéséből vonták le.
Politikusként rendszeresen megjelent az országgyűléseken, valamint az 1790–1791-es évi diéta Arad megyei küldötte volt. Küzdött a feudális társadalmi rend ellen, a vallásokat pedig a babonák tárházának tartotta.
Franciás költőnek számított Magyarországon. Kezdetben Gyöngyösi István, Faludi Ferenc és Beniczky Péter versformáit követte. Verseinek tárgya a szerelem, a család, a vallás és a haza. Költészetében gyakoriak az epigrammák, valamint a gúnyversek. Politikai verseiben rendszerint a papságot és a főurakat támadja.
Fordítói munkássága megkerülhetetlen. Magyar és német munkákat is fordított francia nyelvre. Már 1769-ben lefordította Az orleáni szűz és A természet törvényeiről Poema című Voltaire-darabokat. Később a latin klasszikus Ovidius munkáit is lefordította. Ferenc trónra lépése után vonult vissza, és életének 62. évében halt meg fóti kastélyában 1803. július 21-én.
Saját magát újítónak vallotta, és így fogalmazta meg sírfeliratát:
„Ő volt jobb ízlésnek mi nálunk kezdője
Régi babonáknak első nevetője
S ámbár el nem érte Parnassus tetejét,
Mégis kóstoltatta Muzsák tisztább tejét,
Azokkal, kik őtet most tudják haladni,
S szint azért nevének fenn kéne maradni.”

## Munkái
1. Mes rapsodies ou Recueil de differens Essais de vers & de prose du Comte de ****. À Geneve, 1781. Két kötet. Tom. I. Tom. II.
2. À sa Majesté Leopold II. à l'occasion de son couronnement à Presbourg en Hongrie 1790
3. A békesség. Pest, 1798 (Óda)
4. À son Altesse Imperiale Madame ľArchiduchesse Alexandra Pavlovna ľassemblage des peuples, qui habitent ľHongrie. Pest, 1800

### Kéziratban
- Ovidius szerelem mestersége
- Washington halálára (a Magyar Nemzeti Múzeum kézirattárában)
- Kopasz Péter Urnak A’ Tiszai Utamról Gunyoló Versek, 1792
- Magyar verseinek három kötete (a Magyar Tudományos Akadémia kézirattárában)

Töredékben maradt fenn egy történetírói kísérlete: A Magyarok történeti.